# Das Marienleben
Das Marienleben (La vida de Maria) és un cicle de cançons del compositor alemany Paul Hindemith. El cicle, escrit per a piano i soprano, és una col·lecció de 15 poemes de Rainer Maria Rilke que explica la història de la vida de la Verge Maria. Tretze anys després de l'estrena el 1923 a Frankfurt, Hindemith va començar a revisar extensament la peça, i finalment va produir una segona versió que es va estrenar a Hanover el 1948.
Hindemith també va orquestrar sis de les cançons: quatre el 1938 i dues més el 1948.

## Estructura
L'obra consisteix en quinze moviments:
1. Geburt Mariä (Nativitat de Maria)
2. Dau Darstellung (La Presentació)
3. Mariä Verkündigung (Anunciació a Maria)
4. Mariä Heimsuchung (Visitació de Maria)
5. Argwohn Josephs (La sospita de Josep)
6. Verkündigung über den Hirten (Anunciació als pastors)
7. Geburt Christi (Naixement de Crist)
8. Rast auf der Flucht En Ägypten (Fugida a Egipte)
9. Von der Hochzeit (Del casament)
10. Vor der Passion (Abans de la Passió)
11. Pietà (Pietat)
12. Stillung Mariä mit dem Auferstandenen (Consol de Maria amb el ressuscitat)
13. Vom Tode Mariä I (De la mort de Maria I)
14. Vom Tode Mariä II (De la mort de Maria II)
15. Vom Tode Mariä III (De la mort de Maria III)

Una actuació típica dura al voltant d'una hora i mitja.